# 宇宙戦艦ヤマト
『宇宙戦艦ヤマト』（うちゅうせんかんヤマト）は、1974年に読売テレビの制作により日本テレビ系列で放送されたSFアニメおよび、1977年に劇場公開された総集編のアニメーション映画作品。「宇宙戦艦ヤマトシリーズ」の第1作目である。通称「一作目」「ヤマト」「ヤマト1」「パート1」。
西暦2199年､異星人ガミラス帝国による侵略で滅亡の危機に瀕した地球を救うため建造された恒星間航行用宇宙戦艦「ヤマト」の遠大な旅と戦いを描く。

## 概要
戦争としての戦闘の描写、その中で繰り広げられる人間ドラマと主人公の成長やSF的ガジェットなどの詳細な設定は、放映当時（1970年代）のアニメーション作品としては斬新な試みが取り入れられた連続作品である。
当初は同時間帯に放送されていた『アルプスの少女ハイジ』（フジテレビ）、『猿の軍団』（TBS）などの影響もあって視聴率が低迷。本来の予定回数（全39話）から全26話に短縮された。
しかし、再放送などで改めて注目され、再編集した劇場映画が公開される頃までには社会現象とも言える大ブームとなっていた。子供のものと思われていたアニメ作品に中・高校生から青年層までの幅広い視聴者が存在していたことを広く示すことになった。その後の『銀河鉄道999』、『機動戦士ガンダム』、『超時空要塞マクロス』、『新世紀エヴァンゲリオン』に至るアニメブームの先駆けとなった。
映画、レコード、小説、漫画、アニメ雑誌、ラジオドラマ、キャラクター商品など、アニメビジネスにおいて多くの足跡を残した。後にビデオやCD、LD、DVD、テレビゲームなどもリリースされている。続編やリメイク作品（『宇宙戦艦ヤマト2199』）も制作された。
本作品の著作のクレジットはオフィスアカデミーであり、小説や漫画などの形で先行した、いわゆる原作（漫画、小説）は存在しない。（詳細は「宇宙戦艦ヤマトシリーズ#知的財産権に関する特記」参照）。

## ストーリー
2199年、地球は謎の異星人国家・ガミラス帝国の侵略を受けていた。冥王星に前線基地を建設したガミラスは、地球に対して遊星爆弾による無差別攻撃を加え続け、海は蒸発して地球は赤茶けた姿に変貌し、放射能汚染で地上の生物は死滅する。人類は地下都市を建設し、地球防衛軍を結成して抵抗を続けていたが、地球の科学力ではガミラス軍の撃退も地球環境の修復もできず、地下都市にも放射能汚染が進行し、人類滅亡まであと1年と迫っていた。
そんな中、外宇宙から飛来した1隻の宇宙船が火星に不時着し、通信カプセルが回収される。その中には、地球から14万8000光年離れた大マゼラン星雲にあるイスカンダル星から地球に宛てた、「放射能除去装置 コスモクリーナーDを受け取りに来るように」とのメッセージと、外宇宙航海に必要なワープを可能とする波動エンジンの設計図が納められていた。
地球は、太平洋戦争末期の坊ノ岬沖海戦にて撃沈され、九州沖の海底に眠る日本海軍の戦艦「大和」を隠れ蓑に似せて建造した宇宙船にこの波動エンジンを搭載し、コスモクリーナーDの受領のための宇宙戦艦「ヤマト」として完成させる。沖田十三を艦長とし、古代進、島大介、森雪などの乗組員を乗せ、イスカンダル星に向け、1年という限られた猶予の中、宇宙戦艦ヤマトは人類最後の希望を託されて往復29万6千光年の旅に発つ。
ガミラス冥王星前線基地を撃破して太陽系を離脱したヤマトは、宇宙機雷やガス生命体などのガミラスの罠や、原始星団などの自然現象を突破して銀河系外へと踏み出す。一方、ヤマトの存在を目障りに思い始めたガミラス総統デスラーは、将軍ドメルにヤマト討伐の任を与える。次元断層で一戦交えてヤマトを強敵と判断したドメルは、ヤマトの航路の中間地点バラン星までヤマトを誘い込み、バラン基地ごと撃破する作戦を立案・実行するが、作戦内容に反発した部下の密告により失敗し、基地のみを失ってしまう。そのため、ドメルは死刑宣告を受けるが、デスラーはこの処刑執行を握り潰す。
デスラーの温情により最後のチャンスを与えられたドメルは瞬間物質移送器を装備した小型円盤型の旗艦を駆り、三段空母３隻・戦闘空母１隻からなる艦隊を率いて、ヤマトと七色星団での決戦に臨む。ヤマトは瞬間物質移送器を使った空母艦載機のワープによる奇襲攻撃に苦戦し、ドリルミサイルで切り札の波動砲を封じられて内部から爆破されかねない窮地に立たされるが、ドリルミサイルの排出と爆発で逆に敵艦隊を撃滅する。生き残ったドメルはヤマト第三艦橋へ接舷し、沖田と言葉を交わした後、ヤマトを巻き込み自爆する。辛うじて生き延びたヤマトだったが、その犠牲は大きく、戦死した乗組員の宇宙葬を行い、再びイスカンダルへ進み始める。
ヤマトはついに大マゼラン星雲まで辿り着くが、そこにはイスカンダル星だけでなく、二重惑星であるガミラス星もあった。罠に嵌ってガミラス星へと引きずり込まれたヤマトは絶体絶命となるが、波動砲で海底火山脈を撃ち抜き、地上に大火山活動を誘発させ勝機を見出す。激戦の末、生ける者のいない廃墟と化したガミラス星を見た古代は、自分たちが犯した過ちを痛感する。そして、自分たちに今できることはイスカンダルへ向かうことであると思い至り、再びヤマトを発進させる。
イスカンダルへ辿り着き、コスモクリーナーDを受け取ったヤマトは、一路地球への帰路を急ぐが、地球を間近にしてガミラス本星から脱出していたデスラー艦に接舷戦闘を挑まれ、艦内に放射能汚染が広がる。その戦いの中でコスモクリーナーDを起動させた森雪が装置の不具合により命を落としてしまう。恋人である古代は悲しみに暮れ、地球を目前として、雪の遺体を第一艦橋へと連れて行き、ともに地球の姿を眺める。
デスラー総統はヤマトめがけてデスラー砲を発射するが工作班長の真田志郎が冥王星で見たガミラスの反射衛星砲にヒントを得て密かに開発しておいた空間磁力メッキによりヤマトは鏡のように輝き、デスラー砲は跳ね返されデスラー艦に命中し撃破される。
地球を目前にした沖田は、その姿を目に焼き付け静かに息を引き取る。その後、第一艦橋に連れてこられていた雪が蘇生し、古代を始め艦橋にいた全員に喜びが広がった。
そして、西暦2200年、ヤマトは地球へと帰還。地球は蘇り、元の青さを取り戻した。

## 主な登場キャラクター

### 地球人
沖田十三
ヤマト艦長。52歳。
歴戦の勇将だが、宇宙放射線病に侵されている。イスカンダルへの旅を命を賭けるだけの価値があるものだと考え、ヤマトに乗り込む。
古代進
ヤマト戦闘班長。18歳。
冥王星会戦で兄（古代守）を連れ帰らなかった沖田を当初は信用していなかったが、次第に信頼していくようになる。血気盛んな性格で、命令違反や独断行動をよくとっていたが、航海の中で成長して行き、バラン星での戦闘後、沖田から艦長代理に任命される。
森雪
ヤマト生活班長。18歳。
ヤマトの女性乗組員。後に古代と恋仲となる。
島大介
ヤマト航海班長。18歳。
古代とは親友でありライバル。古代とは対照的に冷静な性格で、イスカンダルへの航海を最優先に考える。
古代守
駆逐艦「ゆきかぜ」艦長。28歳。
冥王星会戦において、撤退命令を拒否して敵艦隊へ特攻。艦体は土星の衛星タイタンで発見されるも、古代守を含む乗員は行方不明となる。アニメ版ではイスカンダル星で保護されていることが判明する。松本零士、ひおあきら漫画版では謎の宇宙船を操りヤマトの航海を助ける。

### イスカンダル人
スターシャ（スターシァ、スターシア）
イスカンダルの女王。地球へ救済の手を差し伸べる。
サーシャ（サーシァ、サーシア）
スターシャの妹。波動エンジンの設計図を持って地球へ向かうが、ガミラスの攻撃を受け火星に不時着。古代と島が発見したときには既に息絶えていた。

### ガミラス人
松本零士漫画版を含む劇中では放射能を含む大気中でないと生きられない種族と描写されており、その性質を遊星爆弾による地球汚染やデスラー艦によるヤマトへの接舷攻撃に利用する。
デスラー
大ガミラス帝国を統べる総統。地球への移住を計画する。
ヒス
大ガミラス帝国の副総統。
ドメル
太陽系方面作戦司令長官。歴戦を潜り抜けてきた名将で、ルビー戦線から凱旋帰国した後、ヤマト討伐に志願する。
ゲール
太陽系方面副司令官。元は司令官だったが、ドメルの着任に伴い降格された。ドメルとは折り合いが悪い。
シュルツ
ガミラス冥王星前線基地司令官。遊星爆弾を使用し、地球環境の改造を行った。

## 主な登場メカ

### 地球防衛軍

#### 艦艇
宇宙戦艦ヤマト
本作の主役戦艦。全長265.8m。乗組員数114名。
イスカンダルから提供された波動エンジンの設計図により、地球で最初に光速突破を果たした。元々は選ばれた人類を乗せて地球を脱出するために造られた移民船。
沖田艦
地球防衛艦隊に所属する宇宙戦艦。冥王星会戦において唯一生還した。
突撃宇宙駆逐艦ゆきかぜ
地球防衛艦隊に所属するミサイル艦で、古代守が艦長を務める。同型艦が多数登場するが、全艦撃沈される。

#### 航空機・宇宙艇
コスモゼロ
ヤマト艦載機。運用の位置付けは基本、戦闘班長および編隊長機。
ブラックタイガー
ヤマト艦載機。

### ガミラス軍

#### ガミラス軍の艦艇
駆逐型デストロイヤー艦
ガミラスの中では最もポピュラーな艦艇。ヤマトより旧型の地球艦では全く歯が立たない性能を有している。
高速空母
ガミラスが保有する円盤型の空母。発進前のヤマトを急襲した。
ドメラーズ2世
七色星団の戦いにおけるドメル艦隊の旗艦。艦首両舷に瞬間物質移送器を搭載しており、艦載機をワープさせることでヤマトへの奇襲を行った。
三段空母
ガミラスの精鋭空母。4つの飛行甲板を有する。七色星団の戦いにおいて、ルビー、サファイア、ダイヤ戦線から3隻が召集された。
戦闘空母
ガミラスの精鋭空母。飛行甲板を反転させることで多数の砲門を露出させ、砲撃戦も行うことができる。七色星団の戦いにおいて、オメガ戦線から召集された。
デスラー艦
デスラーの座乗艦で、元はガミラス天井都市にある総統府。艦首に波動砲と同原理のデスラー砲を搭載している。

#### ガミラス軍の航空機・宇宙艇
ガミラス戦闘機
冥王星前線基地等に配備されている戦闘機。後に偵察任務の1機がヤマトに鹵獲された。
ドメル式DMF-3型高速戦闘機
七色星団の戦いにおいて第1空母に搭載された戦闘機。通称「ガミラスファイター」。
ドメル式DMB-87型急降下爆撃機
七色星団の戦いにおいて第2空母に搭載された急降下爆撃機。
ドメル式DMT-97型雷撃機
七色星団の戦いにおいて第3空母に搭載された雷撃機。
重爆撃機
七色星団の戦いにおいて戦闘空母に搭載された大型の爆撃機。ヤマトの波動砲口にドリルミサイルを撃ち込んだ。

#### ガミラス軍の各種兵器
遊星爆弾
地球に投下されている隕石型の爆弾で、地球上の都市を壊滅へ追いやり、地表を放射能で汚染した。
反射衛星砲
冥王星前線基地に配備されていた拠点防衛兵器。反射衛星を中継して砲撃を行うことができ、事実上の死角がない。

## 登場勢力・天体
太陽系
地球
太陽系第3惑星。ガミラスの手によって地表を放射能汚染されており、その放射能が地下都市をも汚染しつつある。
地球防衛軍
地球を守るために編成された軍。ガミラスとの戦いで消耗し切っており、最後の頼みである地球防衛艦隊も冥王星会戦で壊滅した。
火星
太陽系第4惑星。冥王星会戦の最中、サーシャが不時着した。
木星
太陽系第5惑星。波動エンジンに異常を来たしたヤマトがその引力につかまり、木星圏へ引き寄せられた。
浮遊大陸
木星の雲の中の衛星軌道に乗っている大陸。ガミラスによって占領されていたが、ヤマトの波動砲によって消滅した。
土星
太陽系第6惑星。
タイタン
土星の衛星。ヤマトの修理に必要なコスモナイトがあるため立ち寄り、漂着していた「ゆきかぜ」が発見される。
冥王星
太陽系第9惑星。ガミラスの前線基地が設置されている。
太陽系サンザー
大マゼラン星雲内にある恒星系。
イスカンダル
サンザーの第8惑星。表面の大半は青い海に覆われている。ガミラス星とは二重惑星の関係。
ガミラス帝国
サンザーの第8惑星を母星とする星間国家。地球の暦で20世紀初め以来、宇宙侵略を着々と進めていたが、母星の寿命が近づいたため地球への移住を計画し、地球人類の抹殺を計る。火山活動などによる浸食で地下に空洞が広がり、その天井にも都市が築かれているほか、海は濃硫酸と化している。
オクトパス原始星団
銀河系と外宇宙の境界付近にある8つの原始星で構成された星団。ヤマトはここで3週間もの足止めを食うことになる。
ビーメラ星
銀河間空間に存在する惑星。[昆虫型のヒューマノイドによる社会が構成されているが、現在ではガミラスの支配下に置かれ、ガミラスの傀儡と化した女王による恐怖政治が行われている。
バラン星
銀河系と大マゼラン星雲のちょうど中間に位置する惑星。ガミラスの基地が存在する。主星を持たない暗黒の星だが、ガミラスによって打ち上げられた人工太陽が惑星の周囲を周っている。
七色星団
大マゼラン星雲の手前にある星団。それぞれ違った環境の6つの星とガス状の暗黒星雲からなる混成星団。ヤマトとドメル艦隊による決戦が行われた。

## 用語
波動エンジン
イスカンダルから伝えられた恒星間航行用エンジン。宇宙エネルギーを取り込み圧縮して、光よりも速いタキオン粒子に変換し、それを動力とする。
宇宙キロ・宇宙ノット
本作で使用される架空の単位。宇宙キロは宇宙空間での距離を表す場合に、宇宙ノットは宇宙空間での艦船などの速度を表す場合に使用される。宇宙キロ、宇宙ノットは共に、本作に限らず松本作品で宇宙を舞台とした作品でしばしば使用されるが、実在する距離・速度との換算が作中に明確に登場したことはない。
宇宙放射線病
ヤマトの初代艦長沖田十三が度重なる宇宙戦闘で受けた戦傷により発症する。ヤマト出航前から既に蝕まれており、航海途中に悪化する。本作のリスペクトとして『トップをねらえ!』、続く『トップをねらえ2!』に同様の病名が登場している。
コスモクリーナーD
イスカンダル星所有の放射能除去装置。
イスカンダル星のスターシャから「滅亡したくなければ受け取りに来るように」のメッセージが地球に送られたことでヤマトはイスカンダルに旅立つことになった。
イスカンダル星ではパーツ単位で引き渡され、スケジュールの関係上、地球への帰路の最中に真田志郎を中心としたスタッフの手で艦内工場にて組み立てられる。地球到着直前、ガミラス残党の襲撃でヤマト内部に放射能ガスが撒かれたことから、雪の手で試運転もなしに起動し、ヤマト内の放射能除去に成功するも空気から放射能を除去する過程で酸欠状態を作り出してしまうことが判明。これにより、雪は一度命を落とすも後に蘇生し、コスモクリーナーも改修が行われた。
そして、ヤマトの帰還と共に荒廃した地球が元の青さを取り戻す光景が本作のラストシーンとなった。

## スタッフ
- 企画・原案・プロデューサー - 西崎義展
- 監督・設定デザイン - 松本零士
- 構成 - 舛田利雄、西崎義展、山本暎一
- 音楽 - 宮川泰
- SF設定 - 豊田有恒
- 設定製作 - 野崎欣宏
- メカニックデザイン - 松本零士、スタジオぬえ
- 監修 - 山本暎一、舛田利雄、豊田有恒
- アニメーションディレクター - 石黒昇
- 現像 - 東京現像所
- キャラクターデザイン - 岡迫亘弘
- 原画 - 正延宏三、タイガープロ（金田伊功、内山正幸、友永和秀）、湖川友謙、山崎和男 他
- 音響監督 - 田代敦巳
- 雑誌連載 - 小学館学習雑誌、テレビランド、冒険王、朝日ソノラマ
- 制作担当プロデューサー - 佐野寿七、柴山達雄、中村建一
- 制作 - 読売テレビ、第一放映、オフィス・アカデミー

## 制作の経緯

### 企画の発端
本作は、虫プロ商事と瑞鷹エンタープライズにも籍を置いていたオフィスアカデミーの西崎義展プロデューサーが虫プロダクションの山本暎一に声をかけ1973年の初め頃に企画を立ち上げた。前2作（『海のトリトン』『ワンサくん』）を商業的に失敗で終えた西崎はロバート・A・ハインラインの『地球脱出』(後に『メトセラの子ら』に改題)における「地球の危機的状況から脱出して宇宙に移住の地を求める」話に刺激を受けた。これに豊田有恒やクリスタル・アート・スタジオ（スタジオぬえの前身）といったSF界の人材が参加して練られたものである。テレビアニメ草創期に虫プロでアニメの脚本を執筆していた豊田は、当時アニメ界から離れていたが、西崎と虫プロ出身である山本暎一の要請に応える形で参加した。
西崎は、子供の頃に海野十三や南洋一郎によるSF冒険作品から影響を受け、透明な飛行機や空飛ぶ戦艦などに憧れていた。
最初の企画案は、藤川桂介と豊田有恒が競合する形で創られた。
藤川案におけるタイトルは『宇宙戦艦コスモ（仮題）』。
一方、豊田案におけるタイトルは『アステロイド6』。『西遊記』を下敷きにして遠い異星に人類を救う放射能除去装置を取りに行くという基本ストーリーで、この豊田案が提出用企画書の原案となった。当時の世相として、公害問題やオイルショックなど大規模な社会問題が頻発し、『ゴジラ対ヘドラ』や『日本沈没』『ノストラダムスの大予言』『漂流教室』など、1970年代前半には“滅亡”や“公害”をテーマにした作品がブームとなっており、放射能汚染による地球の滅亡と復活という内容には、そうした公害と終末ブームという世相が企画当初から意識されていた。
豊田案の宇宙船は、小惑星そのものにエンジンを組み込んだもので、「岩石宇宙船イカルス」と呼ばれていた。乗員も世界各国から集まる国連形式で構想され、名前や性格などの素案も作成された。その後、岩石宇宙船の内部に戦艦が内蔵された「アステロイドシップヤマト」なるアイデアに変更された。いざという時には岩盤を砕いてアステロイドリングにするという設定の名残が本編に見られる。戦艦は「三笠」のイメージから「長門」に寄っていき、長門ではネームバリューが低いことから「大和」でいいだろう、という話になった。デザインはクリスタル・アート・スタジオの松崎健一が行い、企画書（後述）に描いたのは背景監督の槻間八郎だった。
その後、元虫プロの作家の石津嵐、脚本家の藤川桂介、イラストの斉藤和明、背景美術の槻間八郎が加わり検討が繰り返された結果、敵はコンピュータからラジェンドラ星人に変わり、放射能汚染された地球を救うためにヤマトが放射能除去装置を求めてイスカンダル星を目指すという大筋が完成した。ラジェンドラとの激戦や乗組員の反乱により、1年後に生きて地球に帰還するのは主人公「小竹忍」のみという内容で、この時点でワープ航法や波動砲といったヤマトを象徴するギミックも考案されている。
1973年夏の終わり頃までに『宇宙戦艦ヤマト』の名を冠した企画書が完成。全55ページにおよぶ同企画書は、『ポセイドン・アドベンチャー』や『日本沈没』に触れる導入部から始まり、全52話のプロット、ヤマト艦内の命令系統図、ヤマト本体のスペック、イスカンダル到着までの日程・行程、乗組員の制服・武器、様々な惑星・異星人・宇宙船などに関する諸設定をイメージ・イラスト付きでまとめていた。
1974年の4月頃になって、松本零士がデザインのスタッフとして参加依頼を受けた。これは、設定制作の野崎欣宏の推薦によるものだった。既に『宇宙戦艦ヤマト』のタイトルも読売テレビでの放映も決定していた段階での参加だったが、結果的にキャラクターや個々のストーリー作りなど作品制作に深く関わるようになる。松本は、上記の1973年の企画書にあったキャラクター設定・メカ設定を一新し、1974年5月21日に基本ストーリーの初稿を執筆した。「ガミラス」という名称が初めて使われたのも、この稿である。
さらに監督を務める予定だった山本暎一が、他の仕事のため1974年6月末にヤマトから抜けることになったことにより、松本が石黒昇のサポートを受けながら監督も務めた。松本は、キャラクターやメカのデザインをするとともに、『新選組血風録』を元に若者の集団劇を構成した。
一説では、『セクサロイド』に感銘した西崎が松本にデザイン監修を持ちかけたところ、「全てを任せてもらえるのでなければ」といったん断られたが、上記のように山本が離脱したため、西崎が松本の条件を受け入れることになったとされている。これについて西崎は1978年のエッセイで、『セクサロイド』で機械と人間がうまく共存している描写に共感を覚え、また同作における女性のイメージが自分の理想像になったと述べている。

### 放映の決定
西崎はテレビ局へ企画を持ち込み、1974年8月に読売テレビに売り込むためのパイロットフィルムが制作された。こうして『宇宙戦艦ヤマト』の放映枠は日本テレビ系の日曜19時半に決まった。企画当初は虫プロでのアニメ制作が予定されていたが、虫プロは倒産し、本作はオフィス・アカデミーで企画製作を行うこととした。なお、『宇宙戦艦ヤマト』の企画は西崎プロデューサーが在籍していた瑞鷹で行われ、フジテレビ系の裏番組『アルプスの少女ハイジ』が瑞鷹の製作番組だったため、道義上の問題から、別会社での製作になったのだという瑞鷹の高橋茂人の見解もある。
なお、当初の企画書では全52話だったが、放送決定時には全39話に短縮された。
『ハイジ』の裏番組になったため『ハイジ』の視聴者である幼児をターゲットとせず、本作は『ルパン三世（旧）』『ゼロテスター』と同じく中学生以上を取り込むことになった。

### 制作体制
西崎義展をプロデューサーとし、監督は松本零士（絵コンテ・美術・設定デザインも担当）、演出は石黒昇が担当。松本のキャラクター原案を元にしたキャラクターデザインは岡迫亘弘。SF設定は豊田有恒。スタッフの多くが虫プロダクション（旧虫プロ）の出身者により占められた。山本暎一、藤川、宮川、石黒昇などのメインスタッフは前年の西﨑プロデュースの虫プロ作品『ワンサくん』から続投である。
演出の石黒昇は、アニメに初参加だった監督の松本零士をサポートし、絵コンテを全てをチェックして、西崎と松本のイメージを画面作りに反映する演出作業を行った。石黒はSF好きということもあり、無重力での爆発などヤマト独特の爆発フォルムを産み出したほか、様々な自然現象のエフェクトアニメーションにも手腕をふるった。作画面では、岡迫と芦田豊雄の虫プロ系と、小泉謙三のスタジオメイツと白土武のタイガープロダクションと主に東映動画（現・東映アニメーション）の仕事を主にしていた作画プロダクションに二分された。そのため、作画監督によってキャラクターの顔が異なり、そのことは逆にアニメファンにアニメーターの個性を認識させる一因となった。オープニングやバンクのヤマトの作画は泉口薫が担当した。
構成と監修でクレジットされている映画監督の舛田利雄は、西崎プロデューサーに監督とストーリーの監修を依頼されたが同時期に既に制作に入っていた東宝映画『ノストラダムスの大予言』の仕事のため、企画会議に3度出席しただけで実際にはテレビシリーズには直接タッチしていない。
初期の企画担当者で基本設定を考案した豊田有恒は、裏番組の『猿の軍団』の原作者の1人となったことから、脚本は執筆せず、監修という立場でSF設定の助言をするにとどまった。
企画段階から参加して企画書をまとめた山本暎一は「宇宙戦艦ヤマト」のロゴをデザイン。一旦は別の仕事の海外取材をしていたが、西崎プロデューサーの要請で復帰。各話のラフを担当した上に脚本を執筆してヤマトを人間ドラマ中心にシフトさせた他、脚本と絵コンテのチェックの役目を負った。
富野喜幸、安彦良和らが制作スタッフとして参加しており、主に絵コンテを担当した。ただし富野は「ヤマト」制作への参加は当初から乗り気ではなく、強引に発注された絵コンテのストーリーが気に入らず内容を改竄して、参加は第4話のみに留まる。西崎主導の作品と分かって縁を切るために喧嘩を売ったのだと富野は自著で回想した。ただし富野はプロデューサーとしての西崎については評価しており、『機動戦士ガンダム』を制作した理由もライバルとして評価する西崎を打倒するため、ロボットものを使ってでもヤマトを潰すためだったと公言している。
なお、監督については、クレジットされていた松本零士ではなく、実質的には、製作総指揮をとっていた西崎義展だった。三共と東北新社のパチンコの訴訟で、東京地方裁判所は各証拠に基づいて「本件映画の監督は、映画における表示では補助参加人P1とされていたが、その制作に当たっての実質的な監督業務は、P2が行った」という「当裁判所の判断」を下している。松本自身も、著作者人格権裁判の後、2004年に西崎と交わした和解書で自身は「総設定・美術・デザイン」の担当であり、「監督」は西崎であったことを確認している。
音楽面では、音楽とストーリーの融合性も当初から重視していた西崎は、『ワンサくん』で組んだ宮川泰を引き続き起用し、山本暎一と相談しながら、迫力あり、かつ番組の基本テーマを強調するような音楽を製作するよう依頼した。西崎の強い意向で、フルオーケストラ（第1作は正確にはビッグバンド型式）をバックにした主題歌や楽曲が宮川泰の手で作曲された。なお、『ヤマト』以前は予算の制約からこのような例は多くなかった。本作から、アニメ音楽のサウンドトラックはオーケストラが増えて、ビデオがまだ普及していない時代において音楽編とともにドラマ編がリリースされていた。

### 制作状況
制作スタジオは広く、スタッフの質量は通常のテレビアニメなら4シリーズ分が制作できるだけの人材が投入されたが、絵コンテで参加した安彦良和は西崎義展による会議の連続でスケジュール管理が破綻していたと証言している。そのため、現場はかなり過酷な環境であったと言われ、打ち切りは低視聴率のせいではなく、放送スケジュールに間に合わせてフィルムを納品できなくなったため、西崎の側から降りたのではないかと安彦が推測するほどであった。映像が間に合わず、シナリオだけで録音をしたという声優の証言もあり、当初加藤三郎役に起用されたキートン山田がシナリオだけの録音かつ現場の資料が乏しかった事から役が掴めずに本人曰くニヒルな悪役風の演技をしてしまい次週から新たに神谷明が起用されて降板させられたというエピソードがある。作中の七色星団の戦いは、「タイガープロ（作画プロダクション）をつぶしかねないほどの日程（9人の原画マンで50日）と描きこみが行われた」とする当時の同プロダクション代表・白土武の証言もある。要因として、西崎の会議主義のために会議が多く、製作現場で描く時間がなかったことが挙げられている。後年に徳間書店から発売されたロマンアルバムなどの資料によれば、会議中に出たアイデアを説明するために作画した絵がそのまま採用されたと松崎健一は語っている。
なお、西崎は大塚康生に作画監督として本作に参加しないかと誘ったことがあるが、「戦艦が空を飛ぶというのが理解できない」として即座に断られている。

### 別バージョン
第1話、第2話、第22話には諸般の事情により本放送で使用されなかったり、再放送以降使用されていなかったりする別バージョンが存在し、それぞれ「NG版第1話」「再放送第2話」「本放送NG第22話」と呼ばれている。これらは『宇宙戦艦ヤマトDVDメモリアルボックス』及び『宇宙戦艦ヤマトTV BD-BOX』に映像特典として収録されている。
第1話
NG版第1話では島大介の声が仲村秀生ではなく、新人であった野村信次（本放送では相原義一役）が演じているが、古代の声を演じた富山敬にトーンが重なるために、本放送版では落ち着いた仲村秀生に変更され、島の声だけが再録音された。他にも沖田艦に格納される100式探索艇の入庫角度がやや異なったり、OPとEDの歌手がささきいさおではなく、山崎あきらが子門真人風に歌ったりしている。このNG版第1話の原盤は現在紛失しており、メモリアルボックスでは簡易テレシネで録画した家庭用ビデオ版から収録している。
第2話
再放送版第2話では大日本帝国海軍戦艦大和の出撃シーンと続く戦闘シーンで『軍艦マーチ』がBGMとして使用されている。本放送時に、戦争賛美アニメとレッテルが貼られるのを避けたい松本監督と石崎すすむら若手現場スタッフが西崎プロデューサーに猛反対し、放送直前のためにフィルムのプリントが間に合わなかったため、新潟地方を除く全国では、軍艦マーチの部分をヤマトBGMにテープで切り替えられて放送された。しかし1975年から1978年までの再放送では、本放送のヤマトBGM版のフィルムで放送された地方と、『軍艦マーチ』版のフィルムで放送された地方があった。
第22話
本放送NG版第22話とは1975年3月2日に放映された本放送バージョンで、通常のヤマトの宇宙背景は暗紺色が基本であるが、この第22話の七色星団の戦いでの宇宙背景はドメル艦隊側を暗黒星雲、ヤマト側を七色混成発光星域の明色宇宙と区別されるべきであったが、通例の暗紺宇宙背景のまま撮影されてしまった。他にも、本来は同一画面に映るはずのないガミラスファイターと急降下爆撃機が重なってしまったり、ラストの宇宙葬の場面で古代のセリフがないのに口が動き、いわゆる「口パク」になるといったNGシーンがあった。
制作の遅れから本放送ではNGシーンを修正する間もなく放送されたが、第26話制作の直後には再撮影と編集作業が行われ、1977年以降の再放送には新プリントされた修正版が放送されている。

### 未使用設定
古代守が松本のオリジナルキャラクターであるキャプテンハーロックの名前で再登場することや、小マゼラン星雲での戦い、ヤマト艦内に潜入した女性兵士イローゼの破壊工作なども企画されたが、視聴率低迷の影響で話数が削減され未使用に終わった。
放送開始当初は、航海途中での大規模な反乱が予定されていた。
その首謀者は初期プロットでは真田技師長だったが、脚本チェックの山本暎一が首謀者は徳川機関長だと勘違いしたため、出航当初は艦橋にいた機関長が途中から機関室に籠る描写が増えたり、島航海長と対立したりといった伏線が描かれていた。
シリーズ中盤、部下の藪機関士が徳川機関長を焚き付けるような台詞を口にした点について他のスタッフから指摘されて山本も勘違いに気付き、また低視聴率による放送短縮により徳川機関長率いる機関部員の反乱はオミットされたが、その名残として薮がイスカンダルで反乱を起こすことになる。

## 主題歌
- オープニングテーマ 「宇宙戦艦ヤマト」
- エンディングテーマ「真赤なスカーフ」

2曲とも、作詞 - 阿久悠 / 作曲・編曲 - 宮川泰 / 歌 - ささきいさお、ミュージカル・アカデミー（初期発売盤）、ささきいさお、ロイヤル・ナイツ（後期発売・再録音盤）
オープニングの「宇宙戦艦ヤマト」はヤマトの航海の目的とそれをやり遂げる信念を歌い上げた内容となっている。ささきの証言によれば、プロデューサーである西崎からは「想いをこめて男のロマンを」と、音楽監督である宮川からは「いさましく」と指示されたため、混乱したという。録音テイクでは、かなりのNGが出た後、声を嗄らしたささきの歌声が、悲壮なロマンを彷彿とさせるということで決定となったそうである。エンディングの「真赤なスカーフ」は、旅立った後の男が地球に想いを馳せる内容となっている。
コーラスグループは再録音の際にロイヤル・ナイツに変更された（メンバーはほぼ同一）。その後の商品化ではロイヤル・ナイツ版（の『宇宙戦艦ヤマトIII』のオープニング曲）を収録するのが通例となっていた。ミュージカル・アカデミー版は2000年春に通信販売限定で発売された『松本零士音楽大全』で初回盤以来の商品化（初CD化）が実現し、同年発売のささきのベストアルバム『佐々木功ソングブック グレイテスト・ベスト』に収録されたことで通常市場にて正式に復活した。2001年、本編に使用された歌曲を全曲収録した『宇宙戦艦ヤマト ETERNAL EDITION File No.10 Yamato The Best』にはミュージカル・アカデミー版が収録され、その反対にロイヤル・ナイツ版が番外化し、他の本編未使用歌曲とともに『Yamato The Best II』に収録された。
ささきは1978年のインタビューで、主題歌に子門真人が関わっていた（歌手オーディションに参加した）と証言した。これについて、当時、日本コロムビア文芸部に所属していた堀江美都子は、子門がオーディションで歌った可能性はあると述べている。当時の日本コロムビアでは、主題歌製作の際、まず歌を作ってからオーディションで歌手を選ぶという基本方式をとっていた。中には『仮面ライダー』『仮面ライダーV3』などのように、異なる歌手による録音を実行するケースもあった。本作で子門版はレコーディングまで済ませていたが、子門特有のキーの高さに、プロデューサーの西崎義展が「自分で歌うのに低いキーの方が良い」と納得せず、高校の後輩でキーの低いささきを新たに起用し、キーを下げた移調を行った上で、オーケストラによる再録を敢行したという。2005年にNHK-BS系列局で放映されたテレビ番組内で、ささきは当時のことを「自分の他に何名かの歌手が既にデモテープの録音を済ませており、その中に子門（真人）さんの名前があった」と語っている。ただし、ささき自身は子門が吹き込んだとされる「ヤマト」のデモテープを実際に聴く機会はなかったという。ちなみに当時は「およげ!たいやきくん」が大流行していたため、後にささきは西崎から「やっぱり子門にしときゃよかったかな」「しまった！と思ったんだよ」と冗談を言われている。
オープニングテーマはハ短調であるが、録音に際してささきに渡されていた譜面は、調号を書き忘れたハ長調のものだった。オーケストラの演奏を聴いて、事態に気付いた彼は1時間で譜面を覚え直して録音に臨んだという。また、主題歌製作当初はニ短調であったが、西崎の意向でハ短調に変更され、オケを録り直した後ささきにオファーが来たとも証言している。
『さらば宇宙戦艦ヤマト 愛の戦士たち』上映期の「ヤマト・ファンクラブ本部」会報や『冒険王』1978年9月号などに、阿久悠自身の作詞によるOPの3・4番が掲載された。どこかで歌唱されたとの説もあるが、その音源が存在するかどうかは不明である。また、『宇宙戦艦ヤマト全記録集』のTVシナリオ版（1979年）では、阿久悠自筆原稿よりOPの1・2・3・4番が掲載されている。
エンディングテーマ『真赤なスカーフ』は、プロデューサーの西崎義展がファンクラブにリクエストするよう働きかけ、ニッポン放送のリクエスト番組で1位になった。
2006年3月21日に亡くなった宮川泰の葬儀においては遺言により葬送の曲として使われた。また同年には唐沢寿明によるカバー曲が、日本テレビ系ドラマ『地球ゴージャスな夜』第3話のエンディングで使用された。
オープニングテーマ「宇宙戦艦ヤマト」は21世紀に入ってからも高校野球の応援歌の定番の曲で、2009年には高等学校の音楽教科書に掲載された。阪神甲子園球場などではブラスバンドで頻繁に演奏されており、横浜DeNAベイスターズの大和（前田大和）は、阪神時代の2012年から2014年の間自身の名前にちなんで入場曲として採用していた。また、Jリーグ・柏レイソルの得点時応援歌としても採用され、2007年のリーグ戦では試合に勝利する度にサポーターにより「地球滅亡まで勝ち点○○」という横断幕が掲げられた。その他にもオープニングテーマは2013年7月1日からJR西日本呉線呉駅の接近メロディーに採用、2015年7月現在、auショップ大和店（FMやまと）のCM曲として使用されていた。
海上自衛隊では「必ずここへ帰って来ると…」という歌詞にあやかり、護衛艦などの艦艇が出港する際に度々演奏されているほか、音楽隊のコンサート等でもよく演奏されている。海上自衛隊東京音楽隊は2013年11月発売のアルバム『遙かな海へ』と、2016年3月発売の『響け!ブラバン・ヒーローズ』、2023年8月発売の『Departure〜新たな船出』にカバー曲を収録している。
2017年2月18日にNHK BSプレミアムにて放送された生放送番組『カウントダウンLIVE アニソン ベスト100!』では、オープニングテーマが昭和の楽曲で最高位となる16位、エンディングテーマが225位にランクインした。
2018年8月26日にNHK総合で放送された『NHKのど自慢』（北海道洞爺湖町）では、「真赤なスカーフ」を歌った40歳の男性が今週のチャンピオンに選ばれ、同番組においてアニメソングが“今週のチャンピオン”に選ばれるという極めて珍しい回となった。
2020年9月6日にテレビ朝日系列にて放送された『国民13万人がガチ投票! アニメソング総選挙』では、オープニングテーマが第3位に、エンディングテーマが第78位にランクインした。

### オープニング・エンディングのバリエーション

#### オープニング
映像ソフトに収録されているオープニング映像には、大きく分けて以下の4種類が存在する。さらに映像と曲の組み合わせの違い、テロップの表示タイミングの違い、細かいリテイクなどを含めるとバリエーションは多岐にわたる。本放送時の正確な使用状況を記録した資料は残されていないが、記録が残っている1978年の再放送の時点では、オープニング映像の種類は細かい違いも含めて17種類にのぼっていた。
1. 歌い出しの「さらばちきゅうよ たびだつふねは うちゅう戦艦ヤマト」の部分が合唱のみ、かつスローテンポで流れるもの（第1話 - 第7話および第23話 - 第25話で使用）。
2. 曲の最初に短いブリッジ曲が編集されたもの（第8話 - 第11話で使用）。
3. レコードに収録されている曲が流れるもの（第12話 - 第21話で使用）。
4. 第22話、第26話は主題歌が流れず、本編の導入部となっている特別版。第22話では『宇宙戦艦ヤマト』がエンディングとして使用された（映像もオープニングと同じものを使用）。

なお、いずれも終わり方がレコード用フルサイズと異なり、1番の後の部分（フルサイズでは間奏にあたる部分）を繰り返しながらフェードアウトする。

#### エンディング
映像では曲のサビ部分でスターシャの顔が徐々にアップになり、その後画面右上方向に遠ざかっていく。第1話では曲のサビ部分でスターシャの顔が徐々に遠ざかっていくものだった。また、第26話（最終回）では無音でスタッフロールのみが表示される特別版。
スターシャの顔のカットでは、第1話エンディングの撮影後にスタッフが誤って原画を破ってしまったため、第2話以降のエンディングではスターシャの顔に修正の跡が見受けられる。
これらのオープニング・エンディングの中には原版ネガフィルムが現存しないものもあり、LD-BOXやDVD-BOXでは当時の放映用プリントを使用するなどして可能な限り本放送当時の状態に近付けられているが、再放送時や映像ソフトによっては画質などの観点から素材が統一されている場合がある。

#### その他
『宇宙戦艦ヤマト2』
イントロのサウンドエフェクトが異なっている。
『宇宙戦艦ヤマトIII』
曲の最後の部分（「銀河を離れ〜」以降）を『宇宙戦艦ヤマト』の別バージョン（『宇宙戦艦ヤマト』で使われたバージョン3&4のエコーが掛かっていないもの）に差し替えてミックスした曲。エンディング部分が短くなっている。
第1話NG版の子門真人風に歌う山崎あきらの別テイクが収録されている。
『英語盤 SPACE CRUISER YAMATO』
シングル盤。発売元：日本コロムビア。商品番号：CK-517。発売日：1978年12月。
- A面：SPACE CRUISER YAMATO（2分12秒）。
- B面：THE RED SCARF（3分00秒）。

2曲とも、日本語オリジナル版のカラオケ（作曲・編曲 - 宮川泰）を流用したもので、訳詞はDonald P. Berger、歌はささきいさおによる（バックコーラスなし）。
「Yamato, Space Battleship」
1997年4月21日発売のアルバム『ハッピー・チャイルド!〜英語でうたおう　こどものうた　みんなのうた〜』に収録された英訳詞版。歌はマイケル・Gによる。
外国版の主題歌
- Star Blazers-Iscandar（Star Blazersの最初の主題歌、歌手不明）
- Star Blazers-Comet Empire
- Star Blazers2

番組挿入歌（スキャット）は歌手の川島和子が担当している。

## 各話リスト
各サブタイトルは「宇宙戦艦ヤマト TV DVD-BOX」の表記どおり。また映画化においては、各エピソードに対し主に以下の変更点が加えられた。
- シリーズ全体で構成に影響のない、一話完結エピソードはカット。テレビシリーズでは前後編にまたがっていたエピソードや戦いを、1回分に集約だけではなく劇場版用に描き直した部分もある。特に第26話の後半部分は石黒昇による絵コンテ、芦田豊雄らによる新規作画が行われている。

| 話数   | 放送日         | サブタイトル                        | 脚本     | 絵コンテ        | 演出助手   | 作画監督                       | 背景         | 劇場版での編集反映                                                                  | 人類滅亡までの日数 |
| ------ | -------------- | ----------------------------------- | -------- | --------------- | ---------- | ------------------------------ | ------------ | ----------------------------------------------------------------------------------- | ------------------ |
| 第1話  | 1974年 10月6日 | SOS地球!! 甦れ宇宙戦艦ヤマト        | 藤川桂介 | 松本零士 石黒昇 | 井内秀治   | 芦田豊雄                       | 椋尾スタジオ | 物語の発端であるため反映。                                                          | -                  |
| 第2話  | 10月13日       | 号砲一発!! 宇宙戦艦ヤマト始動       | 藤川桂介 | 松本零士 石黒昇 | 井内秀治   | 白土武                         | 椋尾スタジオ | 第3話と統合しつつ冒頭部分と回想シーンを反映。                                       | 364日              |
| 第3話  | 10月20日       | ヤマト発進!! 29万6千光年への挑戦!!  | 藤川桂介 | 石黒昇          | 石崎すすむ | 芦田豊雄 （作画演出）          | 水野尾純一   | 第2話の部分と統合しつつ発進のいきさつを反映。                                       | 363日              |
| 第4話  | 10月27日       | 驚異の世界!! 光を飛び越えたヤマト!! | 藤川桂介 | 富野喜幸 石黒昇 | 腰繁男     | 白土武                         | 東篠俊寿     | ワープテストを中心に反映。                                                          | 362日              |
| 第5話  | 11月3日        | 浮遊大陸脱出!! 危機を呼ぶ波動砲!!   | 藤川桂介 | 松本零士 石黒昇 | 石崎すすむ | 芦田豊雄                       | 水野尾純一   | 波動砲テストをダイジェストで反映。                                                  | 361日              |
| 第6話  | 11月10日       | 氷原に眠る宇宙駆逐艦ゆきかぜ!       | 田村丸   | 安彦良和        | 井内秀治   | 白土武                         | 東篠俊寿     | 一話完結エピソードのため、カット。                                                  | 359日              |
| 第7話  | 11月17日       | ヤマト沈没!! 運命の要塞攻略戦!!     | 藤川桂介 | 松本零士 石黒昇 | 腰繁男     | 芦田豊雄                       | 水野尾純一   | 冥王星基地攻略戦をダイジェストで反映。                                              | 356日              |
| 第8話  | 11月24日       | 決死のヤマト!! 反射衛星砲撃破せよ!! | 藤川桂介 | 安彦良和        | 石崎すすむ | 小川隆雄                       | 東篠俊寿     | 冥王星基地攻略戦をダイジェストで反映。                                              | 354日              |
| 第9話  | 12月1日        | 回転防禦!! アステロイド・ベルト!!   | 藤川桂介 | 安彦良和        | 腰繁男     | 小泉謙三                       | 水野尾純一   | 一話完結エピソードのためカット。 ただしシュルツの戦死とアステロイドベルトのみ使用。 | 338日              |
| 第10話 | 12月8日        | さらば太陽系!! 銀河より愛をこめて!! | 田村丸   | 池野文雄        | 井内秀治   | 白土武                         | 東篠俊寿     | 一話完結エピソードのためカット。 ただし太陽系との別離のみ反映。                     | 315日              |
| 第11話 | 12月15日       | 決断!! ガミラス絶対防衛線突入       | 藤川桂介 | 安彦良和 石黒昇 | 腰繁男     | 芦田豊雄                       | 水野尾純一   | ガミラスの作戦会議を第12話と統合して反映。                                          | 311日              |
| 第12話 | 12月22日       | 絶体絶命! オリオンの願い星・地獄星  | 田村丸   | 安彦良和        | 石崎すすむ | 白土武                         | 東篠俊寿     | オリオン星の戦闘と沖田の発病を反映。                                                | 308日              |
| 第13話 | 12月29日       | 急げヤマト!! 地球は病んでいる!!     | 藤川桂介 | 小泉謙三 石黒昇 | 長谷川康雄 | 小泉謙三                       | 東篠俊寿     | 一話完結エピソードのためカット。 ただしドメル登場のみ反映。                         | 305日              |
| 第14話 | 1975年 1月5日  | 銀河の試練!! 西暦2200年の発進!!     | 藤川桂介 | 安彦良和        | 腰繁男     | 芦田豊雄                       | 水野尾純一   | 一話完結エピソードのためカット                                                      | 280日              |
| 第15話 | 1月12日        | 必死の逃亡!! 異次元のヤマト!!       | 藤川桂介 | 白土武          | 石崎すすむ | 白土武                         | 水野尾純一   | 一話完結エピソードのためカット                                                      | 273日              |
| 第16話 | 1月19日        | ビーメラ星 地下牢の死刑囚!          | 山本暎一 | 安彦良和        | 野村和史   | 岡迫亘弘                       | 東篠俊寿     | 一話完結エピソードのためカット                                                      | 267日              |
| 第17話 | 1月26日        | 突撃!! バラノドン特攻隊!            | 藤川桂介 | 松本零士 石黒昇 | 腰繁男     | 白土武                         | 東篠俊寿     | 一話完結エピソードのためカット                                                      | 263日              |
| 第18話 | 2月2日         | 浮かぶ要塞島! たった二人の決死隊!!  | 藤川桂介 | 安彦良和        | 石崎すすむ | 芦田豊雄                       | 東篠俊寿     | 一話完結エピソードのためカット                                                      | 260日              |
| 第19話 | 2月9日         | 宇宙の望郷! 母の涙は我が涙          | 山本暎一 | 石黒昇          | 腰繁男     | 岡迫亘弘                       | 東篠俊寿     | 一話完結エピソードのためカット                                                      | 255日              |
| 第20話 | 2月16日        | バラン星に太陽が落下する日!!        | 山本暎一 | 安彦良和        | 長谷川康雄 | 小泉謙三                       | 東篠俊寿     | 一話完結エピソードのためカット。 ただしバラン星基地のカットなどを一部反映。         | 253日              |
| 第21話 | 2月23日        | ドメル艦隊 決死の挑戦状!!           | 藤川桂介 | 安彦良和        | 寺田和男   | 坂本三郎                       | 東篠俊寿     | 七色星団戦への導入部を反映。                                                        | 215日              |
| 第22話 | 3月2日         | 決戦!! 七色星団の攻防戦!!           | 藤川桂介 | 松本零士 石黒昇 | -          | 白土武                         | 東篠俊寿     | ほぼノーカットで反映。                                                              | 214日              |
| 第23話 | 3月9日         | ついに来た! マゼラン星雲波高し!     | 山本暎一 | 安彦良和        | 石崎すすむ | 芦田豊雄 小川隆雄 （作監補佐） | 東篠俊寿     | ヤマトの到着とガミラスの作戦を使用。                                                | 164日              |
| 第24話 | 3月16日        | 死闘! 神よ、ガミラスのために泣け!!  | 山本暎一 | 安彦良和        | 腰繁男     | 小泉謙三                       | 東篠俊寿     | ほぼノーカットで反映。                                                              | 161日              |
| 第25話 | 3月23日        | イスカンダル! 滅び行くか愛の星よ!!  | 山本暎一 | 安彦良和        | 石崎すすむ | 岡迫亘弘                       | 東篠俊寿     | イスカンダル到着後の大半を新規撮影。                                                | 131日              |
| 第26話 | 3月30日        | 地球よ、ヤマトは帰って来た!!        | 藤川桂介 | 松本零士 石黒昇 | -          | -                              | 東篠俊寿     | 新規作画を交えて反映。 デスラーの逆襲と雪の戦死はカット。                           | -                  |

## 放送局
- 読売テレビ（制作局）
- 札幌テレビ：日曜 19:30 - 20:00[82]
- 青森放送：日曜 19:30 - 20:00[83]
- テレビ岩手：日曜 19:30 - 20:00[84]
- 秋田放送：日曜 19:30 - 20:00[83]
- 山形放送：日曜 19:30 - 20:00[84]
- ミヤギテレビ：日曜 19:30 - 20:00[84]
- 福島中央テレビ：日曜 19:30 - 20:00[84]
- 日本テレビ：日曜 19:30 - 20:00[85]
- 新潟総合テレビ：日曜 19:00 - 19:30（先行放送）[83]
- 山梨放送：日曜 19:30 - 20:00[83]
- テレビ静岡：月曜 18:00 - 18:30[86]
- 北日本放送：日曜 19:30 - 20:00[87]
- 北陸放送：水曜 17:25 - 17:55[88]
- 福井放送：日曜 19:30 - 20:00[87]
- 中京テレビ：日曜 19:30 - 20:00
- 日本海テレビ
- 広島テレビ
- 山口放送
- 四国放送
- 西日本放送（当時の放送免許エリアは香川県のみ）
- 南海放送
- 高知放送
- 福岡放送
- テレビ長崎
- 熊本放送：日曜 11:30 - 12:00
- テレビ大分
- テレビ宮崎
- 鹿児島テレビ：日曜 19:30 - 20:00

## 放映と影響
1974年10月6日から1975年3月30日まで26回にわたり、読売テレビ放送をキー局として放映された。
当初は最大39話（企画時では全51話）の放送を予定し、小マゼラン基地撃破編などのストーリーが用意されていた。視聴率はビデオリサーチ調べで平均6.0%、ニールセン調べで平均7.3%に終わった。しかしながらSFファンからは人気を得て、日本SF大会のファン投票で第6回星雲賞メディア部門を受賞する。
低視聴率に加えて、前述の過酷な制作、そして1話あたり予算が500万円の計算だったのが800万円かかって、1話制作すると100万円単位の赤字が出たために、第3クールへの延長は第1クール中に断念され、終盤への伏線を削除して全26話に再構成の上で製作・放映された。
以上のように本放送では失敗したが、1975年9月より北海道札幌テレビ、翌1月より読売テレビで再放送が始まり、他地域でも続々と再放送が行われるにつれ、『宇宙戦艦ヤマト』が再評価されるようになった。特に日本テレビでは20%の視聴率を記録した。この再放送や映画化により社会現象とも言える人気を得て、ヤマトブームのみならず、後述のアニメブームの他、アニメ史上で様々な影響をもたらした。
同人誌即売会のコミックマーケットは当初は少女マンガが中心であったが、本作によりアニメのサークルの参加が増え始めた。
1970年代から1980年代の声優ブームは、本作のヒットによってアニメ声優が注目された影響とも言われる。
漫画市場においても、『宇宙戦艦ヤマト』が、漫画とテレビアニメの関係がどちらが主体とは言い難い複雑で密接なものとなり、メディアミックスによる市場拡大がなされる転機となった作品との評価がある。
後のクリエイターに与えた影響も大きく、庵野秀明や出渕裕らはヤマトがなければ今の自分はなかったとの旨を語っている。
本作が当時の中高生に人気を博した理由に関して、社会学者からモラトリアムの拡大が指摘されている。当時は高校進学率や大学進学率が大きく伸びており、モラトリアムの期間が拡大した結果、中高生が本作のようなアニメを楽しむ余裕があったとされている。また、学生運動の衰退と社会の固定化により、若者は「サブカルチャー」に群れることで空想の世界に溺れるようになったとも言われる。批評家の東浩紀は、バブル崩壊後のキッチュなナショナリズムを準備した作品としている。

### 日本国外
日本国内だけでなく、アメリカで1977年に再編集した劇場版『Space Cruiser Yamato』が公開され、1979年より『Star Blazers』という題名で、シンジケーション番組としての都市部でテレビ放映された。『STAR BLAZERS』の視聴率はさほどでもなく、その人気はアメリカ全土ではなく東海岸を中心にしたものにとどまった。『科学忍者隊ガッチャマン』の改変に比較すると、『STAR BLAZERS』の改変は暴力的な描写や戦艦大和の回想シーンの削除などわずかにとどまった。宇宙戦艦ヤマトの艦名はギリシア神話に登場するArgo（アルゴー船）に変更され、登場人物もWASP風に改名された。
アメリカから再輸出されたオーストラリア、イタリアなどの国々でも同様である。
アジアでは、韓国で1981年に『宇宙戦艦V号』（우주전함V호）のタイトルで放送され、『銀河艦隊地球号』（은하함대지구호）という模倣作品も登場した。香港では『太空奇艦』として放送され、ともに漫画版や絵本やムックの海賊版も出版されていた。台湾では『宇宙戰艦』のタイトルで放送された（ただし、テレビ版第1作と第2作のみ）。

#### 英語表記
1977年に第1作を再編集して輸出した映画版の英語表記は『Space Cruiser Yamato』だった。プロデューサーの西崎義展がクルーザーを所有していたためとされる（軍事用語のcruiserは「巡洋艦」という意味になる）。また、英語圏のSF作品では『スタートレック』のように「Battleship（戦艦）という単語には愚鈍さもあるので、宇宙戦艦には用いない」ということもある。現在は『Space Battleship Yamato』に変更されている。
アメリカ合衆国では、『STAR BLAZERS』 の題名でテレビ放映された。

### アニメブーム
再放送で起こった本作のブームを引き継ぐ形で『銀河鉄道999』『機動戦士ガンダム』が人気を得たことで、ヤマトブームに終わらず、アニメブームの火付け役になったとの評価が定着している。
1975年3月末の本放送の終了後、西崎プロデューサーの資金繰りで再放送の権利が『ワンサくん』と抱き合わせで東北新社に売却といわれるが、実際は1975年の再放送時には再放送権は売却しておらず、東北新社は西崎の再放送権売却の提案を蹴っており、再放送の業務委託をしたに過ぎない。再放送は西崎が独自に実施し大ヒットさせた。そのヒット後、当時の東北新社代表である植村伴次郎が”あの時買っておけば良かった”と後悔したことを西崎に言った逸話がある。1975年夏に近畿地方から再放送が始まり、1975年秋から全国的に行われ、人気が高まる。高視聴率を得たほか、これをきっかけに全国各地でファンクラブが結成される。ファンクラブは最盛期には全国で851団体、15万人を数えたという。ファンクラブは西崎プロデューサーの呼びかけに応えて、主題歌のラジオ番組へのリクエストや映画公開の際にはポスター貼りなどを行って、ヤマトブームの盛り上げに一役買った。1977年12月には、オフィスアカデミーが主宰し、西崎が会長の公式ファンクラブ「宇宙戦艦ヤマト・ファンクラブ本部」が発足し、機関誌『宇宙戦艦ヤマト』を発行していた。
そして、『宇宙戦艦ヤマト』によって多数誕生した中高校生・ハイティーン世代のファンへ向けてアニメ雑誌が誕生した。当時は、児童向けのテレビ雑誌の『テレビマガジン』『テレビランド』『冒険王』があった程度で、アニメ雑誌が存在せず、まずサブカルチャー雑誌としてスタートした『月刊OUT』が1977年6月号（創刊第2号）でヤマト特集を行った。このヤマト特集は、同人活動を行っていたファンの小牧雅伸、氷川竜介、伊藤秀明（ケッダーマン）をライターに起用して執筆がなされ、雑誌としては異例の増刷になった。若者向けの商業誌で本格的にヤマトが取り上げられたことは初めてであり、この『月刊OUT』の50ページのヤマト特集がヤマトブームの火つけ役だったとも言われる。さらに同年8月に発売されたテレビランド増刊『ロマンアルバム宇宙戦艦ヤマト』はファンクラブに入っていない層からの多大な反響を得て、『アニメージュ』に繋がるアニメ雑誌の流れを作る。
ヤマトによって形成された世代層向けに、本作の成功面と失敗面を研究して『機動戦士ガンダム』が企画されたことを、日本サンライズに在籍していた飯塚正夫や元社長の山浦栄二と吉井孝幸が証言している。元々『機動戦士ガンダム』の企画は、宇宙空母ペガサスを主役として企画されたものだった。バンダイにとっても、ヤマトのプラモデルのノウハウは、ガンプラに活かされることになった（詳細は「宇宙戦艦ヤマトシリーズ#玩具」参照）。

### オウム真理教による風評被害
オウム真理教は様々なサブカルチャーの影響を受けていることが指摘され、本作についてもその一つとして影響が取り沙汰されている。教祖麻原彰晃が個人的にファンであったことが知られており、オウム真理教のアニメにおける宇宙船のコクピットとコスチューム、滅びに瀕した人類を救うというモチーフなどで類似が指摘され、なかには空気清浄機のコスモクリーナー、行動部隊の「白い愛の戦士」、主題歌の替え歌によるオウムソング「救えオウム ヤマトのように」など直球の風評被害もあった。しかし麻原としては、オウムは『伝説巨神イデオン』に似ている、自分自身は『地球へ…』のジョミー・マーキス・シンに似ていると思っていた。

## 劇場版
1977年に劇場公開された、テレビ放映版の再編集作品。
正式タイトルはテレビ放映版と同じ『宇宙戦艦ヤマト』だが、テレビ放映版との区別のため、ビデオソフトなどでは「宇宙戦艦ヤマト（劇場版）」と表記されている。

### 経緯
テレビ放送終了後、第22話の再撮影が行われた。同話は、過密スケジュールの影響でNGシーンが入ったままテレビ放送されていたが（#別バージョン参照）、第21話 - 第22話（七色星団の戦い）を1つにまとめて40分の中編映画としてフィルム・レンタル会社に売り込むことを想定し、修正されることになったのである。ここから劇場映画化というアイデアが生まれた。
当初は日本国外輸出向けに舛田利雄と山本暎一らの協力で再編集していたが、1977年初頭に小説版などで縁のあった朝日ソノラマの社員から国内のファンの存在を考慮して国内向けにしてみないかという助言を受ける。
しかし、当時は西崎もまだ無名のプロデューサーであり、さらにテレビでは商業的に失敗に終わった作品のため、試写を観た大手映画会社の東宝、松竹や、洋画配給の東宝東和、日本ヘラルド映画から「こんなのは稼がない」と配給を蹴られ、西崎が東映の岡田茂社長（当時）に泣きつき、東映での配給を依頼、岡田が観て面白いことを確認して配給を決めた。岡田が買った理由は「うちはほかに作品がないから」である。
岡田が東急レクリエーションと話し合い、東京都内は東急レクリエーション（都内の劇場4館）、地方は東映洋画の劇場チェーンでの配給を決めた。岡田は「私が西崎氏の才能を発見した」と話している。当初西崎はこれを最後にアニメから手を引き、オフィス・アカデミー自主配給でファン向けに1週間だけ劇場公開するつもりだったという。
岡田は戦艦を天空に浮かべるという奇想天外なアイデアに舌を巻き「ああいう発想はおれたちのような映画屋では絶対に生まれない。げに恐ろしきものは素人」と西崎を評し、腹心の吉田達プロデューサーを2年半、オフィス・アカデミーに出向させ、ヤマトシリーズ作品を担当させて、西崎の取り込みを計った。岡田は外部からの変わり者には吉田を担当に就けた。ヤマトシリーズは、岡田にアニメ映画の威力を強く印象付けて、東映がアニメ映画を多数製作していく切っ掛けとなった。"アニメブーム"の勃興に一役買った岡田は、「映画製作はファッション。絶えず大衆の求めているものは揺れ動いている。これについてゆくためには、まったく別の発想のモノを入れ込むこともやらにゃダメ。角川春樹クンに頼んでシャシン入れてもらったのも、西崎クンが入って来てアニメ映画の革命を起こしたのも、みんなそれ」などと述べている。

### 再編集の内容
1975年5月、劇場向けの再編集を開始。当初は3時間半あるいは5時間の長さであったが、舛田利雄の監督のもと沖田艦長の物語に焦点を当てる方針で第13-19話分を丸ごと削除するなどして、約2時間短縮した。さらに、イスカンダル到着シーンの脚本が書き直され、最終回のデスラー再襲シーンも削除され、2時間8分まで短縮。イスカンダルのシーンは、スターシャが既に亡くなっており、立体ホログラムで登場するという設定で、石黒昇が新たな絵コンテを起こし、芦田豊雄のスタジオが作画を行った。よって、古代守の生存・再登場もない。このシーンが入っているバージョンは、俗に「スターシャ死亡編」と呼ばれる。なお、元々は16ミリのレンタルフィルム向け総集編として製作されたことと予算不足で、追加シーンは16mmフィルムで撮影されている。そのため35ミリフィルムで撮影されたテレビ版からの再利用部分に比べると画質が粗い。
なお、本作は山本版と舛田版の2つが作られており、山本が比較したうえで舛田版を選んだとされる。
アフレコは一部のセリフの差し替えを主として、メインキャストによる新録が行われた。

### 日本での動向

#### 『月刊OUT』の特集記事
劇場版『宇宙戦艦ヤマト』の存在が一般に知られるようになったのは『月刊OUT』誌の1977年6月号（同4月下旬発売、創刊第2号）においてである。同号には、ヤマト・アソシエイション（YA）というファンクラブの協力により、西崎義展のインタビュー、エピソード・ガイド、キャラクター・ガイド、ヤマト百科などを含む全60ページのヤマト大特集が掲載された。
『月刊OUT』が8月号（6月下旬発売）で再び『宇宙戦艦ヤマト』を取り上げ、8月6日から劇場公開されるという情報を掲載。元々、オフィスアカデミーの自主配給により新宿の映画館でファンのみを対象とした1週間の上映会を行うつもりだったが、同誌6月号に対するファンの好反響などを受け、東急レクリエーション系4館での公開が決定したのである。同号には前売券の入手方法も掲載され、前売券が大量に売れる。
この『月刊OUT』誌上の東京上映のみという情報が、後述の全国公開に発展する流れを生む。

#### 周辺の動き
1977年7月、日本コロムビアよりテレビ版のサウンドトラックLP（CS-7033）が発売され、ヒット。この場合の「サウンドトラック」は、「テレビのオリジナル音声から編集した名場面集」という意味で、OP主題歌の冒頭にも「無限に広がる大宇宙...」という、テレビでおなじみのナレーションと効果音が入っていた。また、帯には「君は覚えているか! あの熱き血潮を!!」と書かれていた。
その他にも、再放送の人気やファンクラブの活動が新聞などで次々と報道される。

#### 公開前夜
『月刊OUT』が9月号（7月下旬発売）で2度目のヤマト大特集を組む。
1977年8月5日夜(先頭は2日前の8月4日夜から)、公開を翌朝に控え、セル画プレゼントを目当てにしたファンが劇場前に大行列を作った。それまで、アメリカのホラー映画『エクソシスト』で徹夜が生じたことはあったが、日本映画で初めて徹夜組が出たのはこのヤマト劇場版第1作だと言われている。
「ファンが劇場前に行列」というテレビ報道を見た西崎らは、同夜のうちに劇場前にかけつけた。同伴した石黒昇によれば、西崎は並んでいるファン全員と握手しかねない勢いだったという。この時に徹夜で行列したファンの数は2万人以上である。

#### 劇場公開
1977年8月6日、劇場版『宇宙戦艦ヤマト』が東京の4館で公開。1977年夏に日本で上映されたのは2時間10分の「スターシャ死亡編」である。
前述の『月刊OUT』8月号誌上で東京の4館のみでの上映の情報が伝わると、全国での上映を希望する声が高まり、オフィスアカデミーでもファンクラブを通じて、ラジオ局への曲リクエストとポスターを貼る作戦を行い、マスコミの話題となる。これらの反響により、岡田茂東映社長の意向で、地方都市の配給は東映が担当し、系列の東映洋画系で全国配給が決まった。北海道では、東京公開から1週遅れの8月13日に札幌市の2館公開予定だったのが、旭川市、函館市、室蘭市に拡大公開されることになった）ことを皮切りに地方のブッキングが進み、全国ロードショーが決定する。
地方での上映館が増えたのは、アメリカ映画『ブラックサンデー』の上映中止事件によって穴が空いた地方の映画館が存在したことも一因だった。最終的に225万2000人の観客を動員し、9億円の配給収入、21億円の興行収入をあげて、1977年の日本映画では9位の興行成績を記録した大ヒット作品となった。
当時は長編のアニメ映画といえば、東映動画（現・東映アニメーション）による低年齢向けの東映まんがまつりの独擅場という状況であったが、劇場版ヤマトのヒットはこの状況を打ち破り、ハイティーンのアニメファン向けにテレビアニメ再編集版や新作の長編アニメが続々と劇場で公開されるアニメ映画ブームをも巻き起こした。『宇宙戦艦ヤマト』が1977年8月に劇場公開されたとき、“アニメブーム”なる言葉が生まれ、本作の大ヒットから、それまでテレビの夕方の子供向けの時間帯にひしめいていたアニメーション映画が大型化されて劇場に進出するようになった。長く低迷していた東映アニメーションが本作を機に復活、配給した東映洋画が飛躍する原動力にもなった。宣伝面では従来の「まんが映画」に代わって「アニメ」という言葉を全面に押し出し、特典付き前売券や初日舞台挨拶、セル画プレゼントなど、後発のアニメ映画で一般的になる手法を使ったはしりとなったのが本作である。

#### テレビ放送
劇場公開の翌年、『さらば宇宙戦艦ヤマト 愛の戦士たち』公開前日の1978年8月4日にテレビ放送されたのは、スターシャが生存しており救出された古代守と恋愛関係にあるというテレビシリーズに沿った形で146分になった「スターシャ生存編」である。「生存編」として再編集されたことにより、藪の反乱がなかったストーリーであるにもかかわらず（地球帰還時、第一艦橋に藪の姿が見える）、徳川がスターシャに頭を下げて出ていくシーン、古代守・スターシャとの別れの場面で雪が負傷しているというシーンが存在する（ラストの地球を観るシーンで藪が登場していることから、反乱が描かれなかったのではなく、なかったと考えないと筋が通らない）。
劇場版『宇宙戦艦ヤマト』の放送局はテレビシリーズの日本テレビ系ではなく、フジテレビであり、日本テレビと競り合って5000万円で放送権を獲得した。視聴率は31.9%。以後、「スターシャ死亡編」はヤマトシリーズの正史ではなくなり、再公開の際にも上映されず、翌1979年にフジテレビが放送した『宇宙戦艦ヤマト 新たなる旅立ち』は「スターシャ生存編」に則ったテレビ版第1作および『2』の続編となっている。
1979年7月14日開始の「宇宙戦艦ヤマトフェスティバル」において、西崎義展プロデュース作品の『さらば宇宙戦艦ヤマト 愛の戦士たち』『海のトリトン』とともに3本立てでロードショー公開（東映洋画部配給）された時も「生存編」が上映された。その時の配給収入は5億1000万円だった。

#### ビデオソフト化とバリエーション
本作の最初のビデオソフト化は1983年で、東映ビデオからVHSとベータマックス、日本ビクターから、VHSとVHD、日本コロムビアからLDが発売された。
このうち、ビクター発売のビデオソフト用として、音声をステレオ化したものが新たに制作された。映像は同一だが、BGMが差し替え、あるいは疑似ステレオ化されている。
長らく封印状態だった「スターシャ死亡編」は、1990年になってレーザーディスク「宇宙戦艦ヤマト 劇場版パーフェクトコレクション」の特典映像として初収録された。この映像特典は、当初16ミリレンタルフィルム用の総集編フィルムとして制作されながら、劇場公開にあたってカットされたヤマトの潜水シーンやスターシャの宮殿が沈むシーンも収録されている。
後のDVD版およびBD版では、メニュー画面で選択する形で生存編と死亡編を選択して視聴出来るが、死亡編には宮殿の沈没シーンは未収録となっている。
2015年時点、本作には「スターシャ死亡編」と「スターシャ生存編」、およびそれぞれにモノラル版とステレオ版が存在する状態となっており、DVD以降はこの計4種のバリエーションを選択できる。

### 日本国外での展開
1976年頃までに、オフィスアカデミーは日本映画の国外販売に従事するようになっており、『宇宙戦艦ヤマト』もそのラインナップに加えられた。その際、上映時間が短い方が売りやすいということで、さらにオリオン星関連のシーン（第12話）を削除して1時間38分まで短縮された。
1977年5月、英語吹替版『Space Cruiser Yamato』（「スターシア死亡編」）が第30回カンヌ国際映画祭に出品された。英語版のチラシも配られ、アメリカ合衆国、メキシコ、カナダ、イギリス、フランスなど、11か国の配給会社と契約が成立。アメリカでは映画館での上映のみでなく、一部ではテレビ放送も行われた。

#### 日本国外での評価
1978年3月発行の『Starburst』誌（イギリスのSF・ファンタジー雑誌）第2号に『Space Cruiser Yamato』の映画評が掲載されたが、その筆者は『宇宙戦艦ヤマト』が『スター・ウォーズ』の後発だと勘違いし、両作品の共通点を挙げ連ねて酷評した。

### 関連商品
1977年11月、日本コロムビアが『Space Cruiser Yamato』の箱入りLPレコードを発売。LPの収録内容は英語吹替版の音声トラックを編集して54分にまとめたもので、付属ブックレットには日英両語の脚本が掲載され、スタジオぬえによる描き下ろしポスターも同梱されていた。
なお、日本コロムビアは1978年12月、ささきいさお歌唱による英語版主題歌シングル『SPACE CRUISER YAMATO / THE RED SCARF』（#主題歌）を発売したが、これは劇場版『Space Cruiser Yamato』とは直接関係はない。

### 劇場版スタッフ
- 総作画監督：石黒昇
- 作画監督：芦田豊雄、白土武、小泉謙三、岡迫亘弘、泉口薫、宇田川一彦
- 作画協力：スタジオ・メイツ、タイガー・プロ、アニメ・ルーム ※全てノンクレジット
- 背景美術者：槻間八郎、横瀬直士、東条俊寿、水尾純一
- デザイン協力：スタジオ・ぬえ（宮武一貴、加藤直之、松崎健一）※全てノンクレジット
- 色彩設定：横瀬直土、広瀬和好、伊藤滋子 ※全てノンクレジット
- 撮影：諌川弘、吉坂研一、藤田正明、山崎友正
- タイトル：多々良正春
- 音響監督：田代敦已
- 効果：柏原満（T.E.O ※ノンクレジット)
- 編集：鶴渕允寿
- 録音所 アバコスタジオ
- 音響制作：グループ・タック ※ノンクレジット
- 現像：東京現像所
- 助監督：棚橋一徳
- 制作担当：長嶋正治、野村和史、堤隆之、広岡修
- 配給：オフィス・アカデミー、東映洋画

### 4Kデジタルリマスター版
IMAGICAエンタテインメントメディアサービスによる4Kスキャン&4Kリマスター作業が施された、4Kデジタルリマスター版。2023年12月8日から期間限定で劇場公開、および4K UHD BD/BDも発売予定。

## パイロット版
1974年8月に読売テレビに売り込むために制作されたパイロットフィルム。作曲家の宮川泰による音楽は完成しておらず、BGMにはデオダートの『ツァラトゥストラはかく語りき』やクインシー・ジョーンズが音楽を手掛けた映画『ゲッタウェイ』の「愛のテーマ」など既成の音源から3曲が使用された。LDではそのままの形で収録されているが、DVD及びBDでは版権の問題で音声完全収録が不可能となり、ナレーションや効果音のあるオリジナル音声は差し替えとなり、全編にBGMとして「無限に広がる大宇宙」「地球を飛び立つヤマト」が流れるのみである。
1974年8月/9分/イーストマンカラー
キャスト
- ナレーション - 納谷悟朗
- イスカンダル星のスターシャ - 平井道子

スタッフ
- 絵コンテ - 岡迫亘弘、石黒昇
- 演出 - 岡迫亘弘
- 原画 - 岡迫亘弘、芦田豊雄、野館誠一、正延宏三

## ビデオソフト
テレビシリーズ
下記のほか、3社から計4回ビデオ化がされている。
※「バンダイビジュアル」社は現社名「バンダイナムコフィルムワークス」だが、リリース当時の社名で記載している。
宇宙戦艦ヤマト TVシリーズPART1パーフェクトコレクション
販売元：バンダイビジュアル / 発売日：1990年7月27日
全7枚組のレーザーディスクのボックス。音声特典としてNG曲を含むサウンドトラックが収録されていた。
また、映像特典のパイロットフィルムは、このLD-BOXが現時点で唯一オリジナル音源が聞ける媒体である。
宇宙戦艦ヤマト DVDメモリアルボックス
品番：BCBA-0530 / 販売元：バンダイビジュアル / 発売日：2000年07月25日
全5枚組のDVDのボックス。初回放送の再現という意図で製作されており、本編映像は35mmネガから16mmポジに落とした放送用フィルムを元にしている。特典映像として家庭用ビデオ収録の第1話NG映像などを収録している。映像は当時最良の解像度のアナログ信号で収録された。パイロット版やNG版第1話などの映像特典を多数収録している。
全64ページの解説冊子『宇宙戦艦ヤマト DVDメモリアルボックス 保完ファイル』が付属する。
なお、まだ本作の権利問題が解決する前に発売されたボックスのため、再生する際に冒頭で「原作・総設定 松本零士」のテロップが流れる。
宇宙戦艦ヤマト TV DVD-BOX
品番：BCBA-3167 / 販売元：バンダイビジュアル / 発売日：2008年02月22日
全7枚組のDVDボックス。ハイビジョン対応テレビが増え始めている中で立てられたHDリマスター化企画により、西崎義展の監修の下製作された。35mmのオリジナルネガから、映像をHDリマスター化して収録している。映像特典の類はない。なお、このDVD-BOX版作成時に、本編の色指定ミス、口パクのズレなど一部がデジタル修正されている（BD-BOXも同様）。
全27ページの解説冊子『宇宙戦艦ヤマト TV DVD-BOX 記録ファイル』が付属している。この冊子は、上記の『宇宙戦艦ヤマト DVDメモリアルボックス 保完ファイル』の続編として作成されている。
宇宙戦艦ヤマト TV BD-BOX
品番：BCXA-0451（スタンダード版）、BCXA-0452（豪華版）、BCXA-1881（再発売版） / 販売元：バンダイビジュアル（初版）バンダイナムコフィルムワークス（再発売版）
発売日：2012年07月27日（初版）、2023年11月22日（再発売版）
全5枚組のBDボックス。上記の「TV DVD-BOX」で作られた35ミリHDネガテレシネマスターを元に更に再調整を行った高画質映像を収録している。
音声はオリジナルに近しい磁気録音音声をベースに収録。(一部パートはオリジナル音声が発見できなかったので光学録音音声で収録）
絵コンテ本編再生と初回放送版再現モード、および柏原満、庵野秀明、出渕裕、氷川竜介出演によるオーディオコメンタリーを特典として収録。完全初回限定生産の豪華版にはさらにDVDメモリアルボックスにて収録されていた映像特典や絵コンテ、原画等を収録した特典ディスクが追加されている。
全36ページの解説冊子『宇宙戦艦ヤマト TV BD-BOX スタンダード版ファイル』が付属し、さらに豪華版には全64ページの『宇宙戦艦ヤマト TV BD-BOX 豪華版ファイル』が併せて付属する。
2023年には後述する劇場版4K ULTRA HD Blu-ray版と連動した再発売版が同時期にリリース。（スタンダード版のみ）ほとんど上記仕様と同じだが、一部が下記のとおり改訂されている。
・第8話のA・Bパートおよび第22話アバンについては初版リリース後に磁気録音音声が発見されたので、そちらに変更。
・「初回放送版再現モード」の再現フレームをポップアップメニューとし、ON・OFF可能に変更。
・36ページの解説冊子について、初版の一部誤植を修正。
劇場版
下記の商品以前に、上述の通り1983年に東映ビデオからVHSとベータマックス、日本ビクターから、VHSとVHD、日本コロムビアからLDが発売された。
宇宙戦艦ヤマト 劇場版パーフェクトコレクション
品番：BELL-315
劇場版・テレビスペシャル計5作品をまとめた全8枚組のLDボックス。
宇宙戦艦ヤマト 劇場版
品番：BCBA-0250、BCBA-3081（メモリアルBOX）、BCBA-3707（廉価版） / 販売元：バンダイビジュアル / 発売日：1999年08月25日、2007年08月24日（メモリアルBOX）、2009年11月25日（廉価版）
DVD。音声をステレオとモノラルで切り替えられるほか、「スターシャ死亡編」を収録している。画面サイズはオリジナルスタンダードサイズから上下カットされたビスタサイズになっている。2007年には宇宙戦艦ヤマトシリーズ30周年記念として他の劇場版作品DVDと合わせてBOX化されており、DVDラベルがそれに準じた仕様になっている。また、2009年には廉価版である「EMOTION the Best」が発売された。
宇宙戦艦ヤマト 劇場版
品番：BCXA-0714 / 販売元：バンダイビジュアル / 発売日：2013年6月21日
映像をHDリマスターしたBD。DVD版ではサイズが上下カットされていたが、本BDではスタンダード、ビスタ両方を選択可能。「スターシャ死亡編」の収録仕様はDVD版と同様。
宇宙戦艦ヤマト 劇場版 4Kリマスター
品番：BDOT-0269（一部ECサイトにて販売する特別限定版）、BCQA-0017（通常版） / 販売元：バンダイナムコフィルムワークス / 発売日：2023年12月8日（4K版 公開劇場にて販売する特別限定版）、2023年12月15日（一部ECサイトにて販売する特別限定版）、2024年02月28日（通常版）
2023年12月に全国の主要な劇場で公開する4Kリマスター版を基に、4K Ultra HD Blu-ray版と通常のBD版（上述のBD版とは異なり、4Kリマスター版を基に2K映像にダウンコンバートしたもの）をセットにしたパッケージソフト。（リマスター作業はIMAGICAエンタテインメントメディアサービスが担当）
2013年版BDリリ－ス以降も続けられていた、散逸していたオリジナルネガフィルム発掘過程において、本作初上映日直前となる「昭和52年7月5日付け」のネガフィルム（「スターシャ死亡編」）が発見。このネガを基に4Kリマスター（4Kスキャンのほか、HDR化もされている）が製作され、「スターシャ生存編」と遜色のない品質で（ほぼ）初公開版が4Kリマスター映像として「特典映像」扱いで収録されることとなった。
4Kリマスター版では「初公開時の状態を忠実に再現し、これを4K・HDR化する（それ以上の余計な加工はほぼしない）」という制作的グランドルールが採用されており、画面比率はオリジナルスタンダードサイズのみで収録。音声についても同様の理由から磁気録音のモノラル音声マスターを使用し、初公開版の音声が再生可能。（従来のステレオ化された音声と切り替え可能）

## メディア展開

### 漫画
宇宙戦艦ヤマト（作画：松本零士）
アニメの放映と並行して『冒険王』誌の1974年11月号から1975年4月号まで連載。松本は、毎週のアニメ放映と月刊誌での漫画連載を並行したため「頭もからだも四分五裂」で、連載は「かなりのダイジェスト版」になってしまい、60ページ余りを描き足した単行本も「未だ不完全」と回想し、機会があれば完全版を出したいとの思いを語っている。
なお、単行本第2巻と文庫本第1巻終盤以降の内容は『さらば宇宙戦艦ヤマト 愛の戦士たち』『宇宙戦艦ヤマト2』のものである。
2018年には「《冒険王オリジナル》復刻決定版」と称し、連載当時の状態（単行本では未収録の扉絵やモノクロ化したカラーページ、単行本では通常消される煽り文など）を収録した本が発売された。なお、単行本加筆分は巻末に資料という形で収録されている。
単行本
1. 1975年7月20日発売、ISBN 978-4253063302
2. 1979年4月30日発売、ISBN 978-4253063319
3. 1980年4月1日発売、ISBN 978-4253063326

文庫本（秋田文庫）
1. 1994年7月発売、ISBN 978-4253170178
2. 1994年7月発売、ISBN 978-4253170185

冒険王オリジナル
2018年1月発売、ISBN 978-4835455532

宇宙戦艦ヤマト（作画：聖悠紀）
児童向け月刊誌『テレビランド』の1974年11月号から1975年3月号まで連載。最終回は、大マゼラン星雲でドメル艦隊の総攻撃を、ヤマトはワープの空間ひずみでかわし、イスカンダルに到着、死亡した沖田艦長を埋葬するシーンで終わっている。
掲載以後、研究資料用の300部限定の同人誌が発行されたのち、長らく公式な再録や単行本化がされていなかったが、2025年に前年から続くアニメ『ヤマト』50周年記念施策の一環として、ヤマトファンとしても知られる庵野秀明が企画・プロデュースした公式の単行本が同年7月28日にグラウンドワークス社から刊行される事となった。編集および発行は庵野が社長を務める企業・株式会社カラーによる。なお直筆原稿は完全な状態では残っていなかったため、一部は掲載誌を底本とした収録となる（全体の修復は漫画家・早瀬マサトが担当）。
本編とは別に1975年発売の『別冊テレビランド』第1号には、番外編として植民星出身ガミラス軍捕虜のオリジナルエピソードが掲載され、こちらは『ハイパーホビー』2012年7月号に再録されたほか、先述の50周年記念単行本にも収録される。
宇宙戦艦ヤマト（作画：ひおあきら）
1974年から1975年にかけて朝日ソノラマのサンコミックスから全3巻で描き下ろしで発行されたコミカライズ作品。アニメ版の脚本を担当した藤川桂介が構成を行い漫画原作を担当。アニメ版ではオミットされたキャプテンハーロックやイローゼが活躍を見せ、沖田十三が航行途中で死亡して宇宙葬され、以降は古代が艦長を務めるなど、アニメ版のストーリーに比べ異なった展開を見せている。ガミラス本星決戦でも、アニメ版のドメルに相当するロメル将軍が空母ではなく大艦隊による砲撃でヤマトに挑む。ヤマトはこれを切り抜けた後、ガミラス帝都バレラスを爆撃してイスカンダル星に到着。スターシャはヤマトを送り出した後、ガミラス本星もろともイスカンダル星を爆破して帰還を助けた（単行本3巻）。他にも一部、旧39話版のストーリーも描かれている。
2005年にはメディアファクトリーから文庫化、さらに2009年には『宇宙戦艦ヤマト 復活篇』の公開に伴いコンビニコミック化された。このコンビニコミック版巻末には「ハーロックは友情出演」と記述されている。
単行本（サンコミックス）
1. 1974年11月20日発売、ISBN 978-4257915393
2. 1974年12月25日発売、ISBN 978-4257915386
3. 1975年2月20日発売、ISBN 978-4257913047

文庫本（MF文庫）
1. 2005年2月発売、ISBN 978-4840112154
2. 2005年2月発売、ISBN 978-4840112161

コンビニコミック（MFコミックス）
1. 2009年11月発売、ISBN 978-4840129329
2. 2009年12月7日発売、ISBN 978-4840129497

宇宙戦艦ヤマト 永遠のジュラ編（作画：松本零士、企画協力：西崎義展）
『プレイコミック』誌の1976年8月26日号に掲載。当時流行した、オリジナル作者による有名漫画の読みきり新作企画の一環として描き下ろされたサイドストーリー。デスラーの妻子が描かれている唯一の作品。
上記の松本漫画版の文庫本第3巻と冒険王オリジナル復刻決定版に収録されている。

### 小説
宇宙戦艦ヤマト 地球滅亡編 / 宇宙戦艦ヤマト 地球復活編
著者：石津嵐 / 原案：豊田有恒 / 発行元：朝日ソノラマ / 発売日：1974年10月20日（地球滅亡編）、1975年2月3日（地球復活編）
本作品の企画段階で没とされた豊田などの案を元に構成されており、スターシアがコンピュータであり、デスラーはスターシアにより創造された仮生命体であること。ヤマト乗員のほとんどはイスカンダル星に到着までに戦死または事故死すること。放射能汚染された地球は回復不能でその環境に適応するよう生態改造を行う旨を告げられること。仮生命体であるデスラーを倒すため、創造主たるスターシア（イスカンダル）を破壊するなど、ストーリー・設定がアニメ版とは大幅に異なっている。豊田有恒によれば「99.9%石津の仕事」とのこと。なお、終盤の設定の一部が劇場版の「スターシア死亡編」に生かされた。
1975年11月10日にソノラマ文庫に合本して再録（ISBN 978-4257760016）。
宇宙戦艦ヤマト 発進編 / 宇宙戦艦ヤマト 死闘編 / 宇宙戦艦ヤマト 回天編
構成：西崎義展 / 発行元：朝日ソノラマ / 発売日：1977年7月20日（発進編）、1977年8月1日（死闘編）、1977年8月10日（回天編）
1978年12月30日にソノラマ文庫に再録。
ソノラマ文庫
- 発進編、ISBN 978-4257761204
- 死闘編、ISBN 978-4257761211
- 回天編、ISBN 978-4257761228

宇宙戦艦ヤマト
著者：若桜木虔 / 監修：西崎義展 / 発行元：集英社 / 1978年9月20日
集英社文庫コバルトシリーズ。ISBN 978-4086102285。
宇宙戦艦ヤマト
著者：牧美智瑠 / 監修：西崎義展 / 発行元：集英社 / 発売日：1978年11月10日
宇宙戦艦ヤマト 総集編
著者：三浦清史 / 監修：西崎義展 / 発行元：集英社 / 発売日：1978年11月10日
モンキー文庫。
熱血小説 宇宙戦艦ヤマト
著者：高垣眸 / 発行元：オフィス・アカデミー / 発売日：1979年7月4日
西崎の「ヤマトを文学作品として残す」という意気込みに高垣が同調して作られた小説。
アニメの矛盾点をいくらか解消しようとしたと思われる内容となっており、メッセージの到来が2年前で、ヤマトの建造に1年をかけていたり、ガミラス人はそこまで知能が発達しておらず、サーシャの宇宙船を見逃したりヤマトとの戦闘で戦術的に大敗したりしている。

### 絵物語
空想科学絵物語版
アニメ放送と同時期に『小学五年生』1974年10月号から1975年3月号まで6回連載。構成と文は藤川桂介、絵が松本零士。最終回はドメル艦隊との七色星団の決戦が中心で、ガミラス星攻防戦やイスカンダル星のくだりは、32行の文章で済ませ終了している。1999年に『こんなマンガがあったのか! 名作マンガの知られざる続編・外伝』で全6回が初再録された。次いで2010年に小学館クリエイティブから発行された『松本零士 初期SF作品集』の「未復刻SF作品集」でも再び再録された。この書籍にはサーシャ・シップや脱出カプセルのモデルとなった『マシン童子』（『ぼくらマガジン』1970年、講談社）も掲載されている。
絵物語版
アニメ放送と同時期に『小学四年生』1974年10月号から75年3月号まで6回連載。文章：藤川桂介／絵：池原成利。最終回直前は第8話の冥王星基地壊滅作戦が、最終回はガミラス本星攻防戦が掲載され終了している。

### ゲーム
宇宙戦艦ヤマト
発売元：TAITO / 発売年：1985年 / ジャンル：コマンドシューティング
業務用レーザーディスクゲーム（アーケードゲーム）。
宇宙戦艦ヤマト
発売元：ベック / 発売日：1992年7月17日 / ジャンル：ウォー・シミュレーション
ゲームボーイ用。
宇宙戦艦ヤマト
発売元：ヒューマン / 発売日：1992年12月22日 / ジャンル：ウォー・シミュレーション
PCエンジン（SUPER CD-ROM2）用。
音声はテレビ版からの流用で、永井一郎によるナレーションのみ新録。
宇宙戦艦ヤマト 遥かなる星イスカンダル
発売元：バンダイ / 発売日：1999年2月4日 / ジャンル：ウォー・シミュレーション
PlayStation用。いくつかのステージに分かれており、平面の戦略マップ上を進行し、敵と接触すると立体的な戦術マップに切り替わり立体戦闘になる。通常（艦隊戦）マップのほか白兵戦マップがあり、場合によっては両方が同時進行する。本作はキャラクターデザインが松本零士の画風により近いものにアレンジされているほか、オリジナルキャラクターとしてシュルツの兄・コルサックが登場する。
宇宙戦艦ヤマト
発売元：バンダイ / 発売日：2001年2月8日 / ジャンル：シミュレーション
ワンダースワンカラー用。